# Gerek Meinhardt
Gerek Lin Meinhardt (né le 27 juillet 1990 à San Francisco) est un fleurettiste américain.

## Biographie
Gerek Meinhardt commence l'escrime à l'âge de 9 ans grâce à un programme lancé par le tireur olympique Greg Massialas,.
Meinhardt décroche le titre continental et remporte la médaille d'argent par équipe lors des Championnats panaméricains d'escrime 2007. En 2008, il est sélectionné pour les Jeux olympiques de Pékin où il le plus jeune athlète masculin,.

### Vie privée
Meinhardt se marie à la fleurettiste américaine Lee Kiefer en 2019.

## Palmarès
- Jeux olympiques
  -  Médaille de bronze par équipe aux Jeux olympiques de 2016 à Rio de Janeiro
  -  Médaille de bronze par équipe aux Jeux olympiques de 2020 à Tokyo

- Championnats du monde d'escrime
  -  Médaille d'or par équipes en 2019
  -  Médaille d'argent par équipes en 2013, 2017, 2018 et 2022
  -  Médaille de bronze en 2010 à Paris
  -  Médaille de bronze en 2015 à Moscou

- Championnats panaméricains d'escrime
  -  Médaille d'or en individuel en 2007, 2013, 2014 et 2023
  -  Médaille d'or par équipes en 2008, 2009, 2010, 2011, 2012, 2013, 2014, 2016, 2017, 2018, 2019, 2022, 2023, 2024
  -  Médaille d'argent en individuel en 2008, 2009 et 2024
  -  Médaille d'argent par équipes en 2007
  -  Médaille de bronze en individuel en  2011, 2012, 2015, 2017, 2018 et 2019 et 2022